# 벽 속에 늑대가 있어
《벽 속에 늑대가 있어》(영어: The Wolves in the Walls)는 닐 게이먼이 글을 쓰고 데이브 매킨이 그림을 그린 2003년작 그림동화이다. 대한민국에는 비룡소에서 이다희 번역으로 출간되었다.